# Stichopogon inaequalis
Stichopogon inaequalis är en tvåvingeart som först beskrevs av Friedrich Hermann Loew 1847.  Stichopogon inaequalis ingår i släktet Stichopogon och familjen rovflugor. Inga underarter finns listade i Catalogue of Life.